# Ocella albata
Ocella albata är en fjärilsart som beskrevs av Paul Mabille 1888. Ocella albata ingår i släktet Ocella och familjen tjockhuvuden. Inga underarter finns listade i Catalogue of Life.